# Walter Gauchel
Walter Gauchel (* 20. Februar 1956 bei Köln) ist ein deutscher Jazzmusiker (Tenor- und Sopransaxophon, Flöte). Er lebt in Berlin.

## Leben
Gauchel studierte nach zwei Semestern an der Berliner Hochschule der Künste  von 1977 bis 1982 an der Hochschule für Musik und darstellende Kunst in Graz. Bereits während dieser Zeit war er ein Jahr lang Mitglied des Vienna Art Orchestra und unternahm mit ihm Tourneen durch Europa. 1981 trat er mit dem Orchester bei den Berliner Jazztagen auf. Von 1983 bis 1987 war er freischaffend und unterrichtete auch an der Musikschule Berlin-Kreuzberg. Von 1987 bis 1989 war er Mitglied des Orchesters des Theater des Westens. Zwischen 1988 und 1997 gehörte er zu Alexander von Schlippenbachs Berlin Contemporary Jazz Orchestra, mit dem er drei CDs aufnahm und auch in Japan auftrat. Als Solist war er von 1989 bis 2002 beim RIAS Tanzorchester (später RIAS Big Band) angestellt und spielte dort zusammen mit Dave Brubeck, Lee Konitz, Toots Thielemans, Clark Terry, Natalie Cole u. a. Seit 2002 ist er freier Jazzmusiker. Er ist Mitglied in Aki Takases Quintett Aki and the Good Boys und tritt mit ihr auch in der Formation The Art of Duo auf. Daneben unterhält er eigene Formationen. Er ist auch auf Alben mit Till Brönner und Susannah McCorkle zu hören.
Gauchels Tochter ist die deutsche Soul-Musikerin Peppa Singt.

## Diskographische Hinweise
- Vienna Art Orchestra: Suite for the Green Eighties (HatHut 1982)
- Axel Dörner, Walter Gauchel, Alexander von Schlippenbach, Michael Bahner, Sven-Åke Johansson: Smack up Again. Live at the Badenscher Hof, Berlin 1994 (Two Nineteen Records 1997)
- Aki and the Good Boys: Procreation (2005, enja, mit Rudi Mahall, Heinrich Köbberling, Johannes Fink)